# Mycena acicula
Mycena acicula é uma espécie de fungo da família de cogumelos Mycenaceae. Produz um pequeno corpo de frutificação com um chapéu em forma de sino de apenas 1 cm de diâmetro. Vermelho quando jovem, com o passar do tempo fica amarelado nas margens, e depois adquire um tom amarelo-alaranjado brilhante. Sua superfície é suave, estriada, levemente translúcida quando úmida, às vezes com um aspecto "polvilhado", mas depois lisa. A estipe ("caule" do cogumelo) atinge 6 cm de altura e tem só 1 milímetro de espessura. Ela tem uma base coberta com "pêlos" brancos e sua superfície tem um "pó" da mesma cor, mais depois fica lisa e de cor amarela com um tom alaranjado ou limão. É apontado como um fungo não-comestível, e sua carne não tem nenhum odor ou sabor.
O epíteto específico acicula é derivado da palavra latina que significa "pequena agulha". Este nome foi dado pelo micologista alemão Jacob Christian Schäffer, o primeiro a descrever a espécie, em 1774. Na época batizou-a de Agaricus acicula. Foi só no século seguinte, em 1871, que Paul Kummer transferiu o fungo para o gênero Mycena. Os cogumelos crescem solitários ou em grupos sobre restos de madeira em lugares molhados, especialmente ao longo de córregos ou nas fronteiras de pântanos. Na natureza, é possível encontra-los em todo o leste dos Estados Unidos, Canadá, Brazil e também em alguns estados da costa oeste americana. Sua ocorrência já foi relatada em alguns países do continente europeu.

## Taxonomia
A espécie foi descrita cientificamente pela primeira vez pelo micologista alemão Jacob Christian Schäffer em 1774. Na época, recebeu o nome de Agaricus acicula. Mais tarde, em 1783, o naturalista August Batsch, também alemão, chamou-a de Agaricus miniatus. O cogumelo só viria a receber seu nome atual no século seguinte, em 1871, após um publicação de Paul Kummer. Rolf Singer ainda transferiu a espécie para os gêneros Hemimycena e Marasmiellus, mas os binômios resultantes dessas transferências são agora considerados sinônimos. O fungo está classificado na seção Aciculae do gênero Mycena.
O epíteto específico acicula é derivado da palavra latina que significa "pequena agulha". Nos países de língua inglesa, o cogumelo é popularmente conhecido como "orange bonnet" ou "coral spring Mycena".

## Descrição

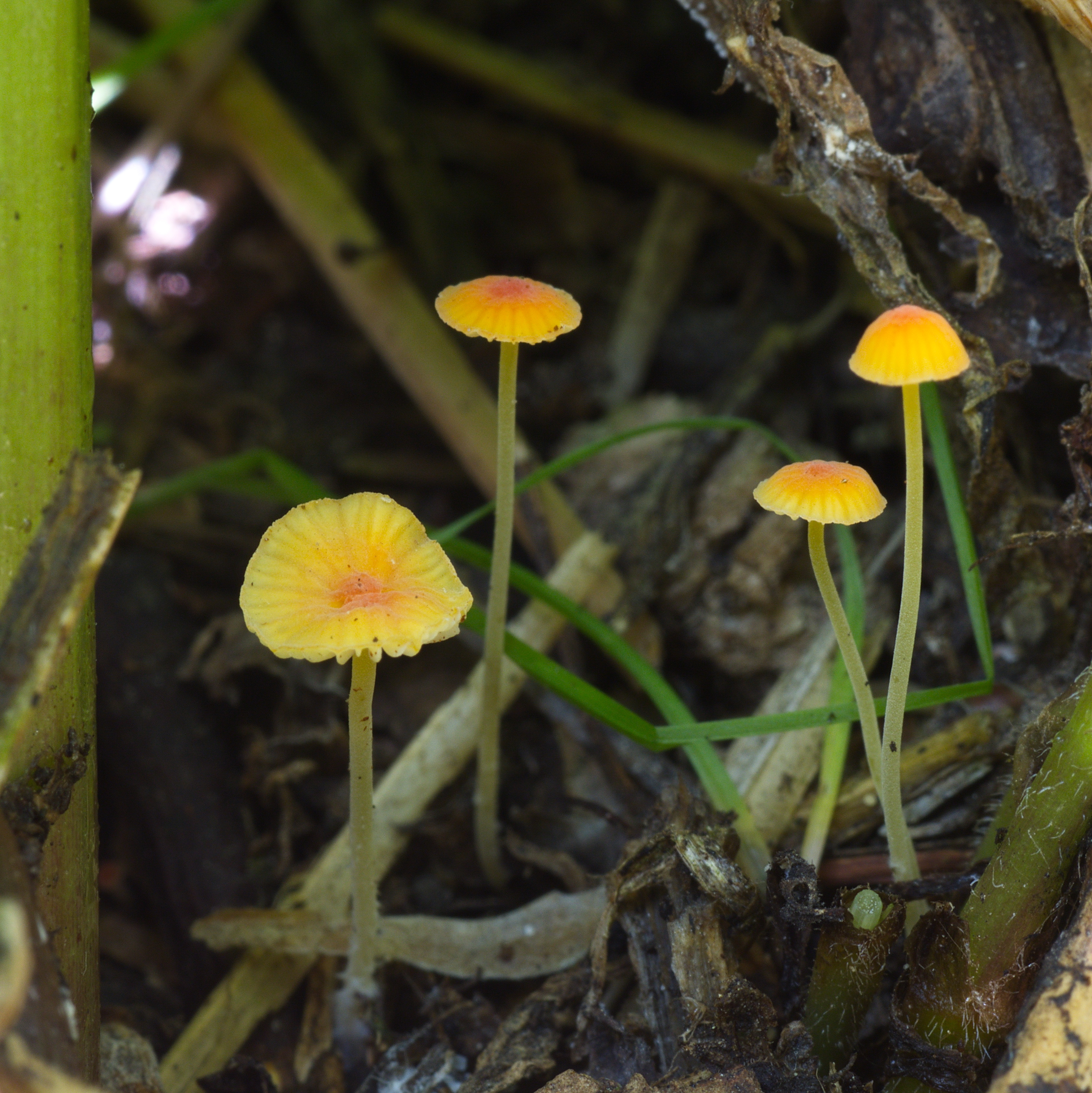
Os chapéus são convexos e depois ficam com formato de sino.

O píleo (o "chapéu" do cogumelo) tem formato convexo a princípio, mas à medida que o fungo amadurece, ele se expande até ficar da forma de um sino, atingindo tipicamente 0,3 a 1 cm de diâmetro. Pode ter um pequeno e abrupto umbo (uma protuberância na região central), e suas margens estão bastante pressionadas contra o tronco quando o cogumelo é jovem, muitas vezes bojuda ou se curvando ligeiramente para dentro. Com a expansão do píleo, se forma na extremidade das bordas uma faixa estreita estéril (ou seja, sem nenhuma célula reprodutiva típica do himênio) que frequentemente fica lobulada ou chanfrada. A superfície do chapéu é suave, estriada, levemente translúcida quando úmido, num primeiro momento com aspecto "polvilhado", mas depois lisa. Possui cor vermelha quando jovem, logo tornando-se amarelada em direção à margem, e desvanecendo lentamente a amarelo-alaranjado brilhante. A carne é fina, frágil, amarela, e não tem nenhum odor ou sabor.
As lamelas são adnatas (estão amplamente ligadas e fundidas à estipe) ou ligeiramente arredondadas perto do tronco. A distância entre as lamelas é descrita como "próxima a subdistante", com dez a quatorze delas atingindo a estipe, e duas ou três fileiras de lamélulas (lamelas curtas que não atingem o tronco). As lamelas são moderadamente largas, de cor esbranquiçada a laranja pálido, muitas vezes amareladas na base e esbranquiçadas ao longo das bordas. A estipe atinge 1 a 6 cm de comprimento, e até 1 mm de espessura; é sinuosa, quebradiça, com a base coberta com "pêlos" brancos, afiados, retesados e rígidos. Sua superfície tem uma aparência "polvilhada" inicialmente, mas logo perde o "pó" branco e ocorre uma subsequente mudança de cor para amarelo-alaranjado ou amarelo-limão. Esta espécie foi descrita como "uma delícia de se ver", mas "que geralmente é necessário se abaixar e ficar sobre mãos e joelhos para encontrá-la!".
Os corpos de frutificação de Mycena acicula são classificados como não-comestíveis, pois são muito pequenos e insubstanciais para serem considerados adequados para o consumo humano.

### Características microscópicas
Os esporos têm mais ou menos a forma de fuso (isto é, com redução gradual em cada uma das extremidades), com dimensões de 9 a 11 por 3,5 a 4,5 micrômetros (µm). Eles não são amiloides, ou seja, não se coram com o iodo quando lhes é aplicado o reagente de Melzer. As células que carregam os esporos, os basídios, têm forma de trevo, possuem quatro esporos cada e medem 20 a 22 por 5 a 6 µm. Os queilocistídios e pleurocistídios (cistídios encontrados, respectivamente, nas bordas e nas faces das lamelas) são semelhantes, com formato fusiforme ou ovaloide, e têm ápices muitas vezes cobertos com uma secreção resinosa. As hifas da cutícula do tronco medem até 3,5 µm de largura, estão presas, e cobertas com excrescências cilíndricas que medem 2 a 9 por 1 a 3 µm. As hifas da camada cortical da estipe atingem 4,5 µm de largura, estão presas, e densamente cobertas com excrescências simples ou um pouco ramificadas, cilíndricas a infladas, que medem até 20 por 5 µm. Estas últimas excrescências são incorporadas na matéria gelatinosa.

## Espécies semelhantes

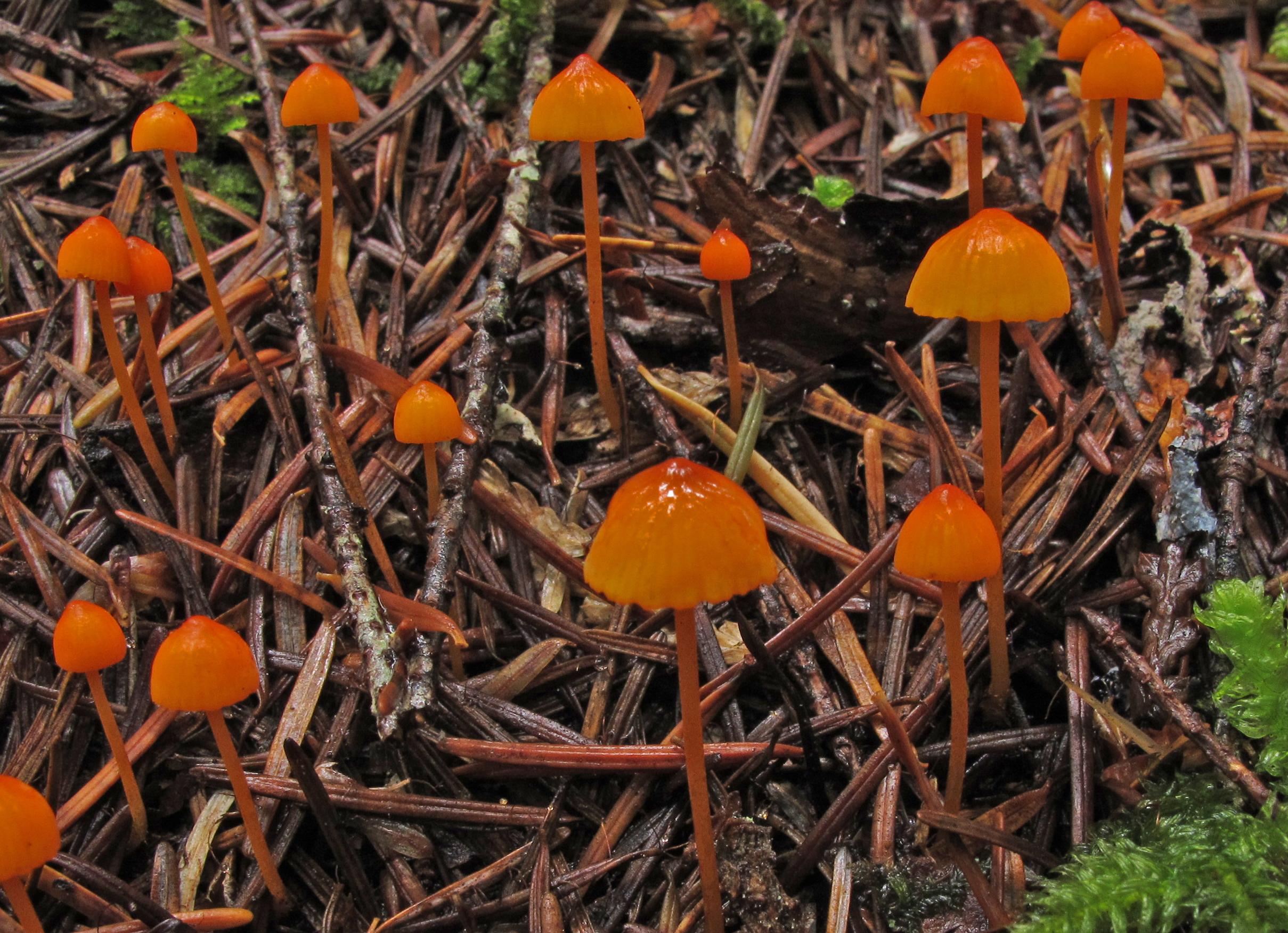
M. strobilinoides é uma espécie bastante parecida.

Mycena adonis, M. floridula e M. leptophylla são espécies de maior porte pertencentes à seção Adonidae do gênero Mycena. Nesta seção que, dentre outros diferenciais, as hifas da camada cortical (a camada de tecido mais externa) da estipe são lisas. M. oregonensis é similar na aparência ao M. acicula, mas seu chapéu é amarelado, suas lamelas são amplamente adnatas ou decorrentes com um dente curto, a borda da lamela é laranja a amarelo brilhante, e o tronco é seco, não pegajoso. As hifas da camada cortical da estipe são suaves e não estão imersas em um substância gelatinosa, e nas coleções europeias os basídios carregam dois esporos cada e não têm fíbulas. M. strobilinoides, uma espécie encontrada na América do Norte e Europa, é outro "sósia". Forma um chapéu laranja, mas pode ser distinguido microscopicamente pelos queilocistídios que são densamente cobertos por excrescências; também tem uma chapéu maior, de até 2 cm. M. aurantiidisca pode ser diferenciado pelo chapéu laranja-avermelhado que tende a tornar-se mais pálido na margem. O especialista em cogumelos Mycena Alexander H. Smith observou ainda que M. acicula pode ser facilmente confundido com espécies do gênero Hygrophorus.

## Habitat e distribuição

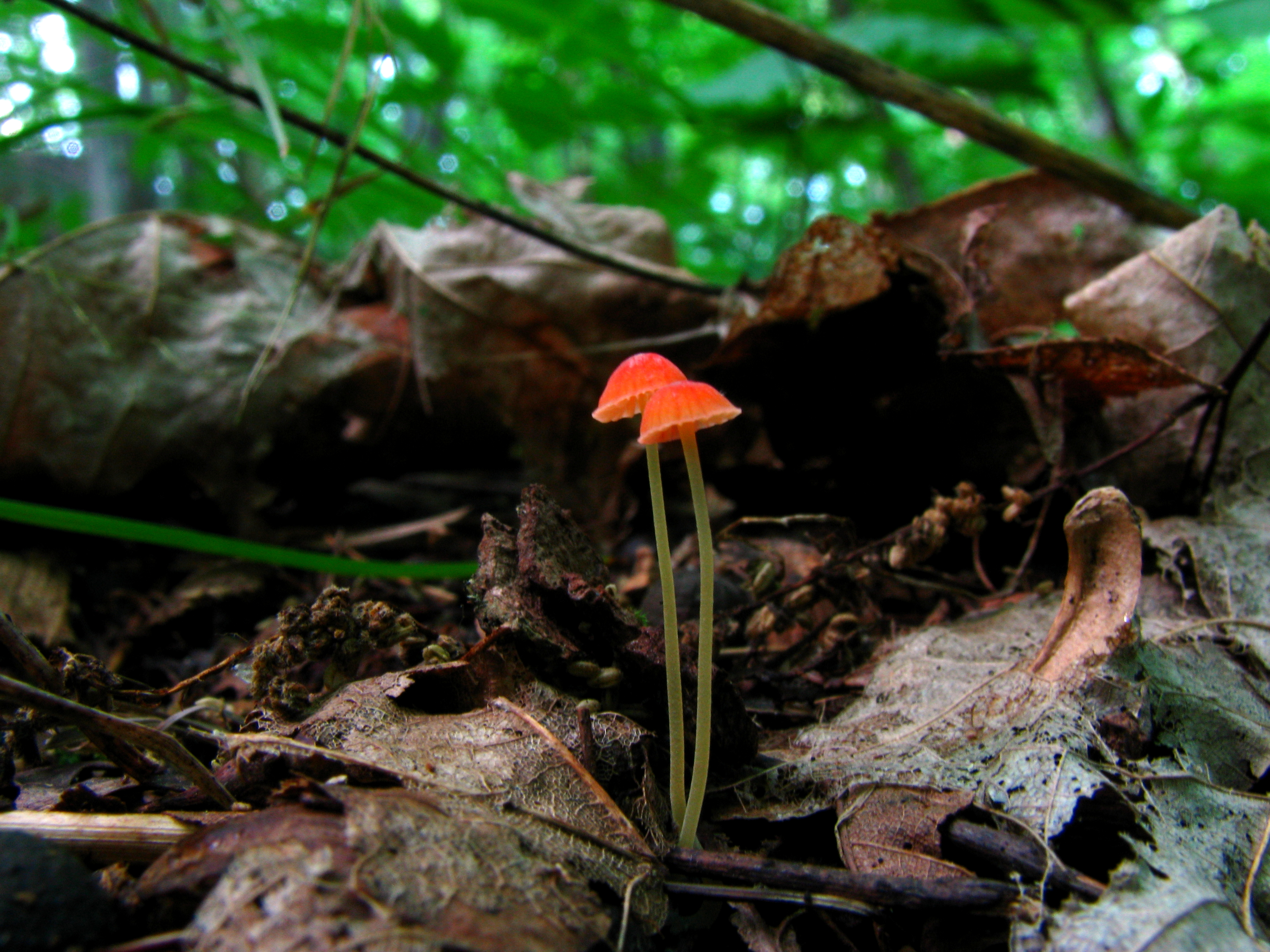
O cogumelo cresce sobre restos de madeira no solo de florestas.

Os corpos de frutificação de Mycena acicula crescem solitários, em grupos, ou um pouco aglomerados sobre restos de madeira em lugares molhados, especialmente ao longo de córregos ou nas fronteiras de pântanos. A aparência dos cogumelos não é significativamente influenciada pelo efeito das chuvas, talvez porque "esses fungos minúsculos são em grande parte determinados pelo microambiente prevalecente sob a vegetação densa, etc., que é, sem dúvida, menos afetado por uma chuva recente do que os locais mais expostos". O fungo está amplamente distribuído em todo o leste dos Estados Unidos e Canadá, e ocorre também nos estados de Washington, Oregon, Califórnia e ao longo da costa do Pacífico. Também foi relatada sua ocorrência em Trinidad, Grã-Bretanha, Noruega, Espanha, Coreia, e no vale do rio Ussuri, no nordeste da China.